# نمبر ون (فلم 2009)
نمبر ون (بالإنجليزية: Number One) هو فيلم مغربي من إخراج زكية الطاهري سنة 2009، وبطولة كل من عزيز سعد الله، نزهة رحيل، و خديجة أسد.

## روابط خارجية
- مقالات تستعمل روابط فنية بلا صلة مع ويكي بيانات